# Megaselia lucida
Megaselia lucida är en tvåvingeart som beskrevs av Bridarolli 1937. Megaselia lucida ingår i släktet Megaselia och familjen puckelflugor. Inga underarter finns listade i Catalogue of Life.